# Johannes Petrus Hazeu

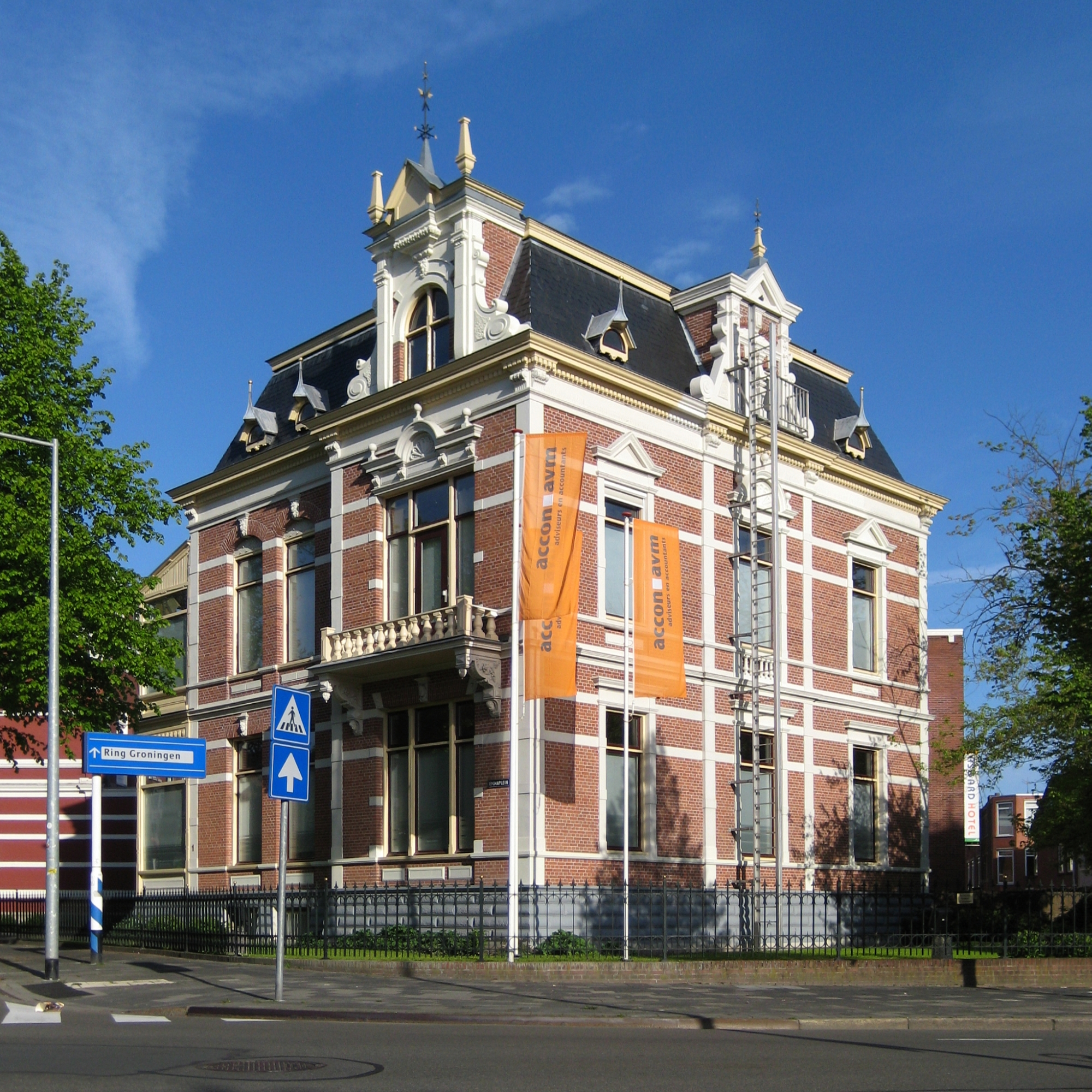
Villa (1892) aan het Emmaplein in Groningen (2010)

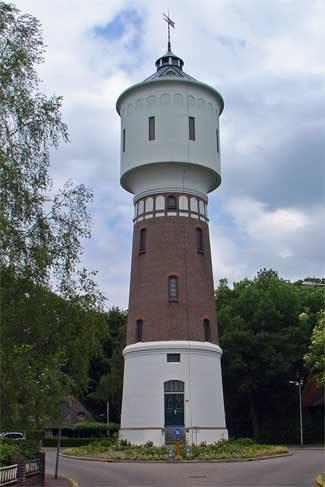
De watertoren van Coevorden (1914) in 2006

Johannes Petrus Hazeu (Goudswaard, 10 maart 1849 - 's-Gravenhage, 1 februari 1926), in vakliteratuur doorgaans J.P. Hazeu genoemd, was een Nederlandse architect. Hij woonde in Groningen en was vooral werkzaam in het noorden en oosten van het land. Hazeu ontwierp onder meer villa's en herenhuizen in Drachten en Groningen, alsmede een aantal watertorens. Verschillende bouwwerken van zijn hand zijn aangewezen als rijksmonument.

## Werken (selectie)
- 1891: Herenhuis aan de Praediniussingel, Groningen[1]
- 1892: Villa aan het Emmaplein 1, Groningen[2]
- 1895: Villa aan de Ubbo Emmiussingel, Groningen[3]
- 1897: Watertoren aan de Rolderstraat, Assen
- 1905: Watertoren van Oldenzaal
- 1906: Burgemeesterswoning aan de Noorderbuurt 95, Drachten[4]
- 1914: Watertoren van Coevorden[5]